# Dessewffy (geslacht)

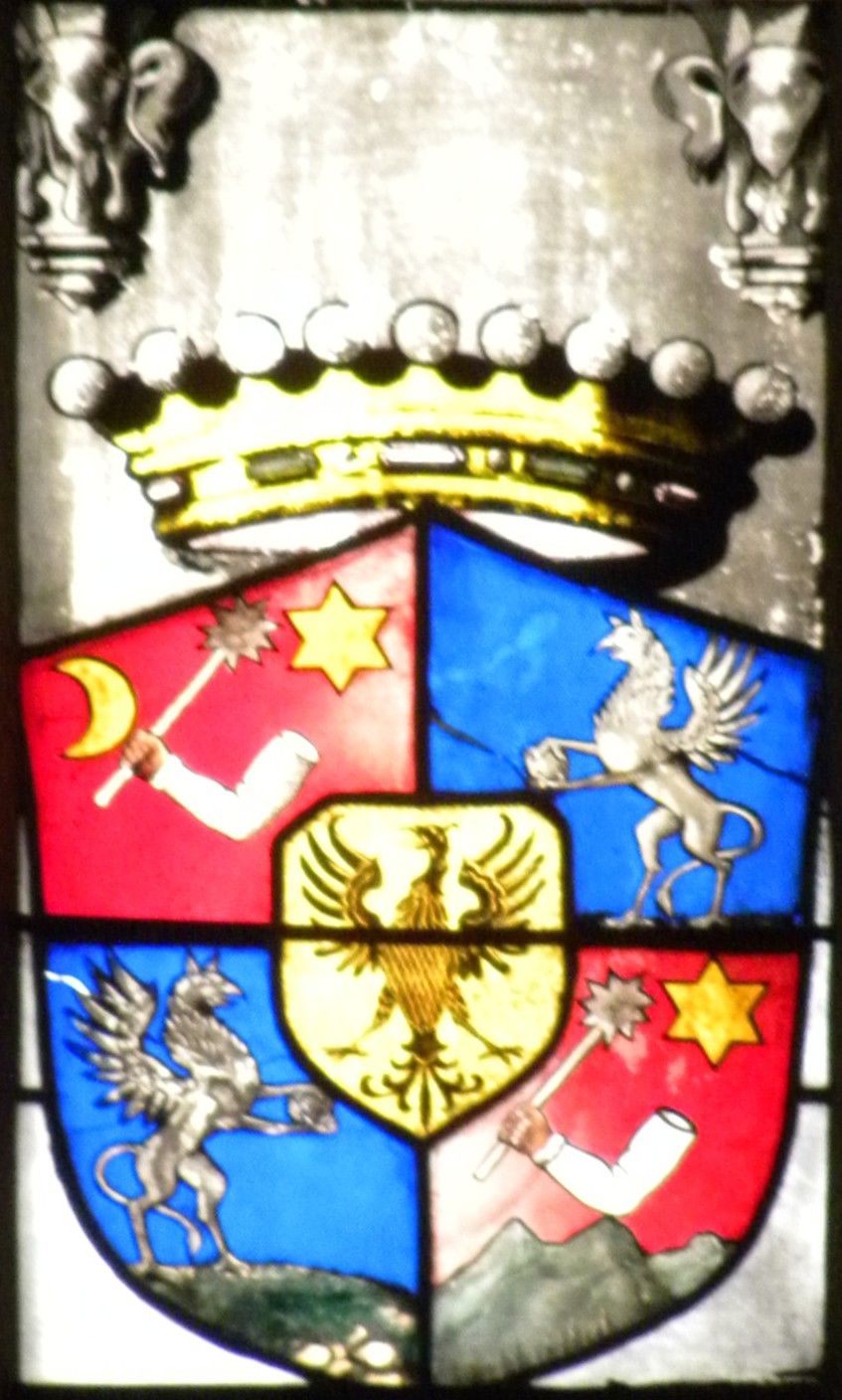
Wapenschild van de familie Dessewffy

Dessewffy de Csernek et Tarkeő is de naam van een adellijke Hongaarse familie.

## Geschiedenis
Het eerst gekende lid van deze familie was een zekere Desislaus (Deziszló, Dezső) die deelnam aan de Slag bij Mohi in 1241 en de Hongaarse vlag redde. Zijn afstamming is gekend tot op de dag van vandaag. De familienaam was eertijds Cserneki, naar het kasteel dat de familie sinds de 13e eeuw bezat in Csernek, in Slavonië. Een oorkonde uit 1437 vermeldt János de Csernekii en zijn zoon Desew (Latijn: Desew filius Joannis de Chernek), die Csernek bezaten in het comitaat Požega. Zijn kleinkinderen heetten Desew en Desislav (Dezső) en namen de familienaam Dessewffy (Dezsőfi) aan.
Afstammelingen nemen belangrijke politieke posten in, zoals parlementslid in Boeda of oppergespan. Koning Lodewijk II van Hongarije schonk de familie twaalf kastelen in Slavonië, alsook bezittingen in de comitaten Vas en Sopron. In 1775 ontving de familie de titel van graaf. Een tak van de familie vestigde zich in Frankrijk, in de Champagne, en gebruikten de spelling Dessöffy.

## Uitspraak en spelling
De naam Dessewffy wordt uitgesproken als [ˈdɛʒøːfi], dus alsof hij als *Dezsőfi geschreven was.

## Vooraanstaande leden
- János Dessewfy (1500-1568), oppergespan van Požega en opperste deurwachter
- János Dessewfy, opperste tafelmeester en gouverneur van Opper-Hongarije (1558)
- Arisztid Dessewffy (1802-1849), een van de 13 Martelaren van Arad
- Emil Dessewffy (1814-1866), voorzitter van de Conservatieve Partij
- Aurél Dessewffy (1846-1928), opperste landrechter en voorzitter van het Magnatenhuis